# Maillebois
Maillebois ist eine französische Gemeinde mit 926 Einwohnern (Stand: 1. Januar 2022) im Département Eure-et-Loir in der Region Centre-Val de Loire; sie gehört zum Arrondissement Dreux und zum Kanton Saint-Lubin-des-Joncherets. 

## Geographie
Maillebois liegt etwa 32 Kilometer nordwestlich von Chartres. Umgeben wird Maillebois von den Nachbargemeinden Crucey-Villages im Nordwesten und Norden, Saint-Ange-et-Torçay im Osten, Saint-Maixme-Hauterive im Südosten, Jaudrais im Süden, Le Mesnil-Thomas im Südwesten sowie Louvilliers-lès-Perche im Südwesten und Westen.
Im Nordwesten der Gemeinde liegt das frühere Flugfeld Deux Senonches (auch: Flugplatz Dreux-Louvilliers). Das Gemeindegebiet wird vom Fluss Blaise durchquert.

## Geschichte
1972 wurde die vorher eigenständige Kommunen Dampierre-sur-Blévy mit Mallebois fusioniert.

### Bevölkerungsentwicklung
| Jahr                       | 1962 | 1968 | 1975 | 1982 | 1990 | 1999 | 2006 | 2020 |
| Einwohner                  | 359  | 296  | 1086 | 828  | 821  | 917  | 979  | 896  |
| Quellen: Cassini und INSEE |      |      |      |      |      |      |      |      |

## Sehenswürdigkeiten
- Kirche Saint-François-d'Assise in Maillebois, Monument historique seit 1971
- Kirche Saint-Pierre in Blévy, seit 1907 Monument historique' Kirche Saint-Pierre in Dampierre-sur-Blévy
- Schloss Maillebois, seit 1941/1974/2000 Monument historique
- Gutshof Le Rouvray, seit 1963 Monument historique
- Gutshof Les Moulins
- Schmieden von Dampierre-sur-Blévy, seit 1993/1994 Monument historique
- historische Gebäude in Blévy

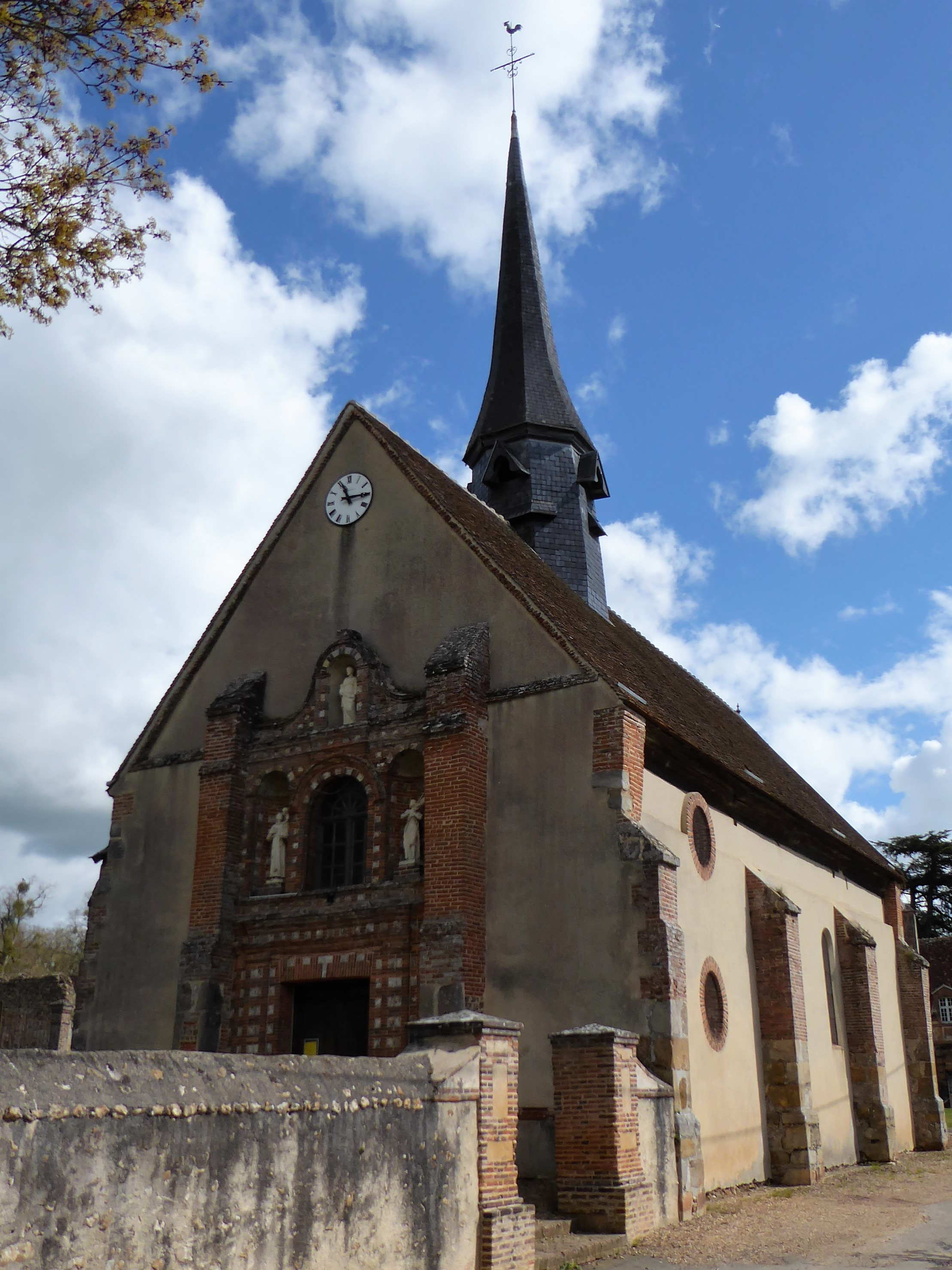
Kirche Saint-François-d'Assise
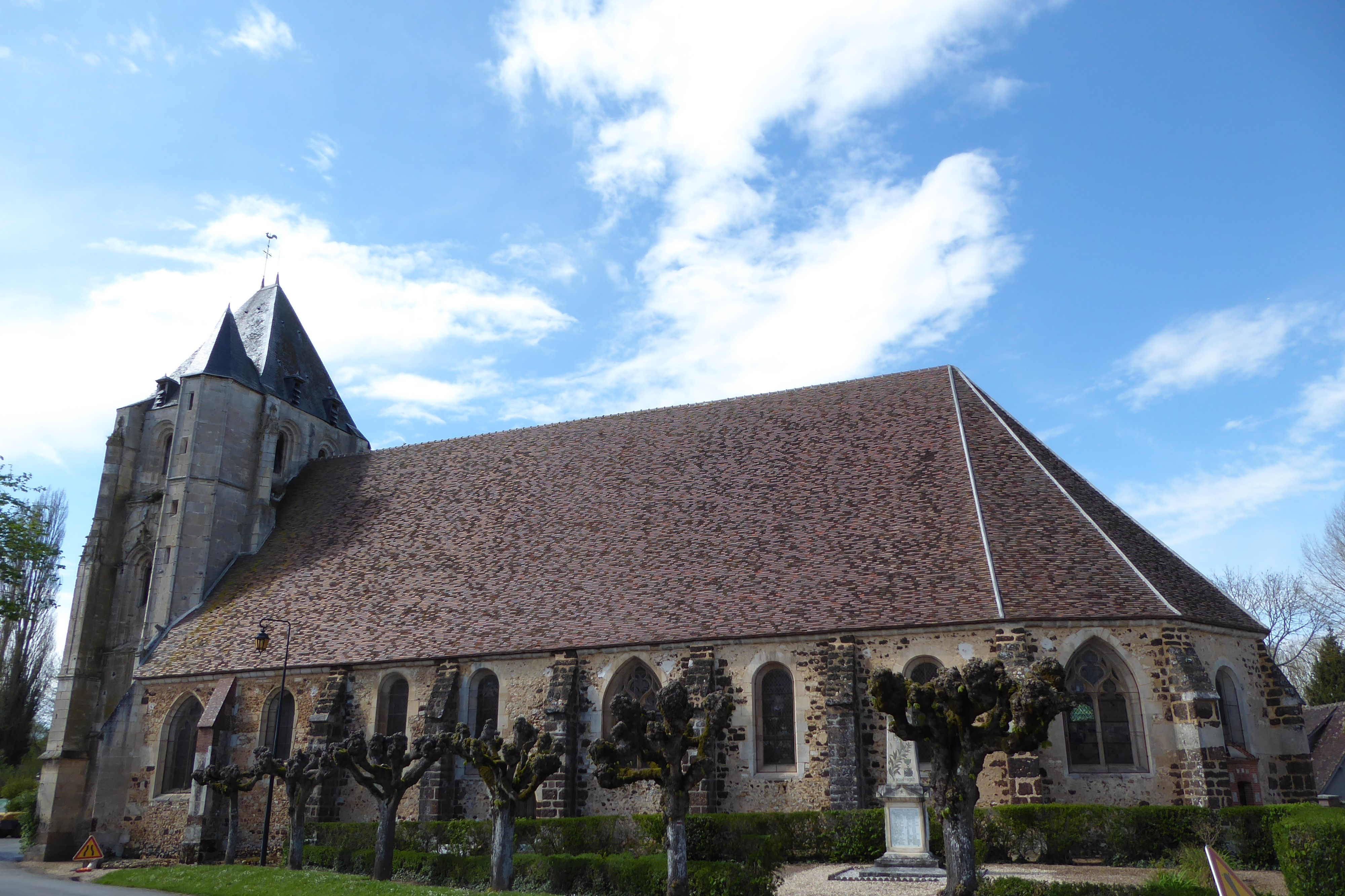
Kirche Saint-Pierre in Blévy
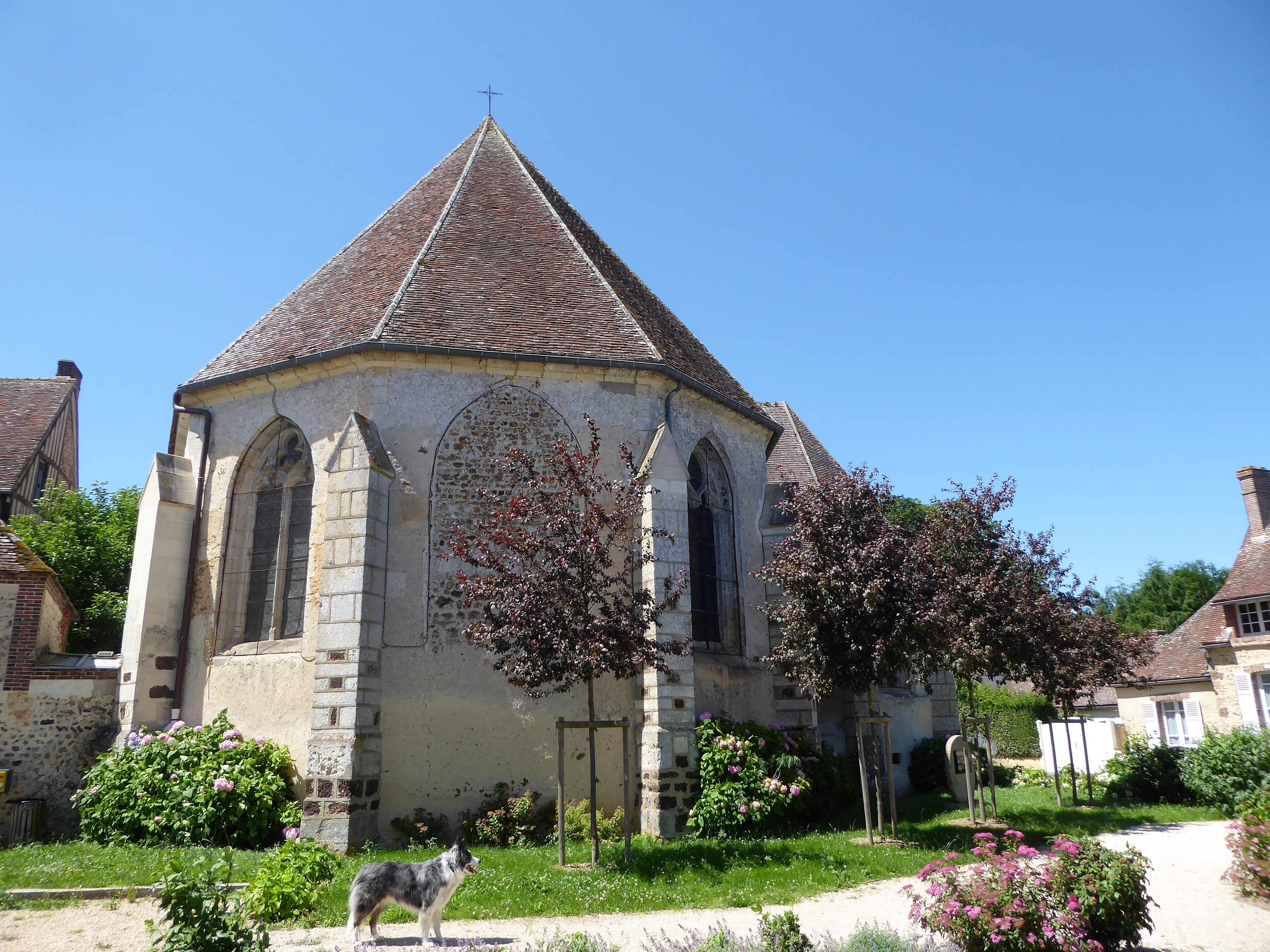
Kirche Saint-Pierre in Dampierre-sur-Blévy
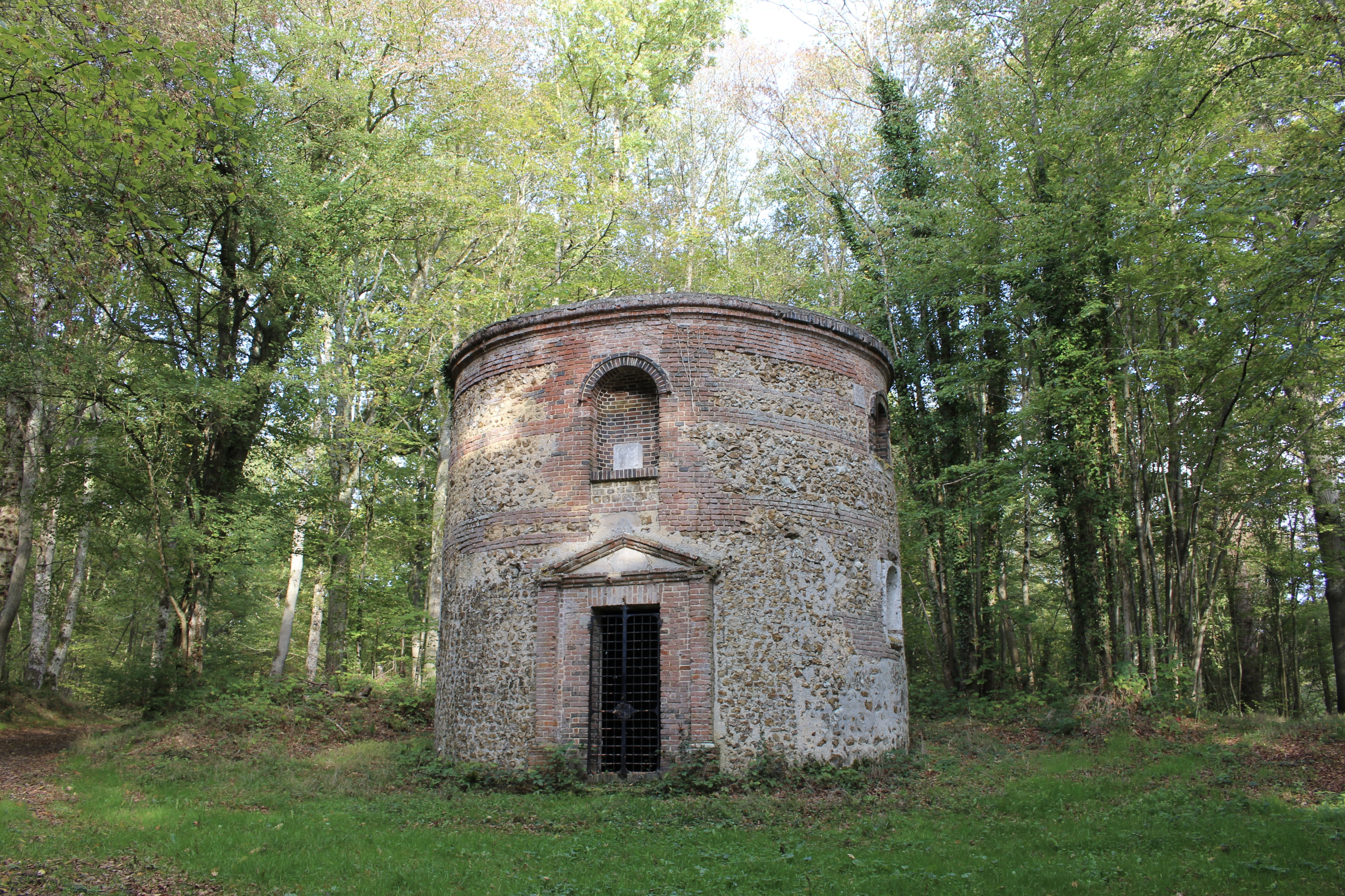
Ehemalige Schlosskapelle
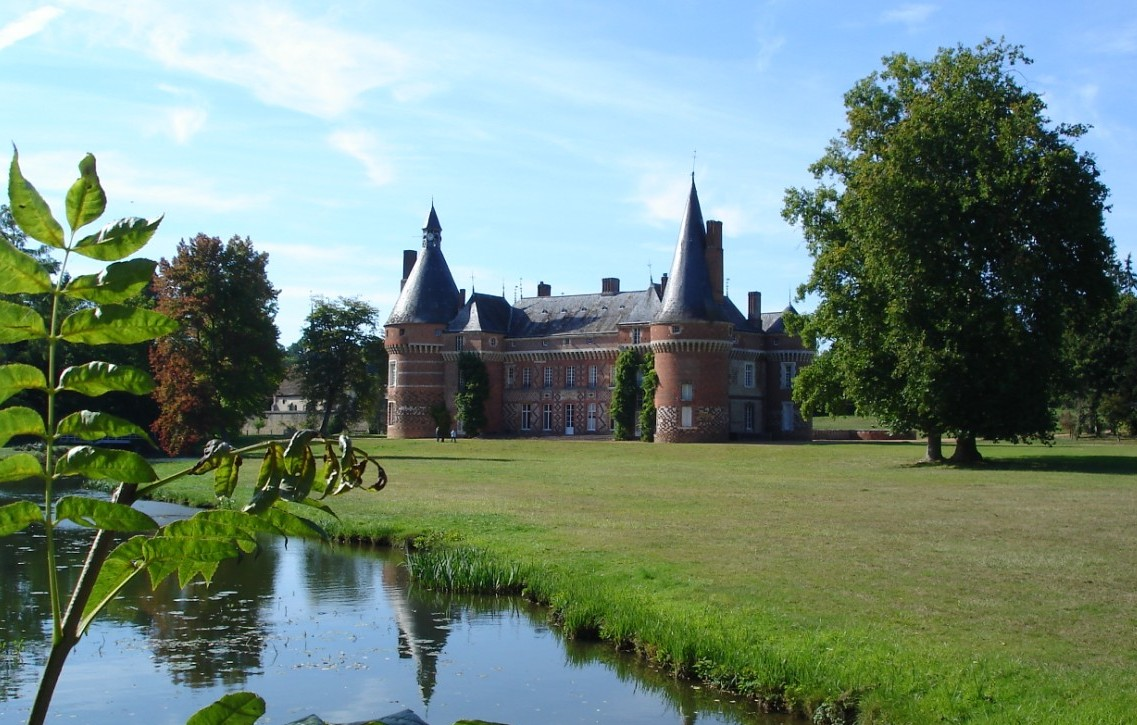
Schloss Maillebois
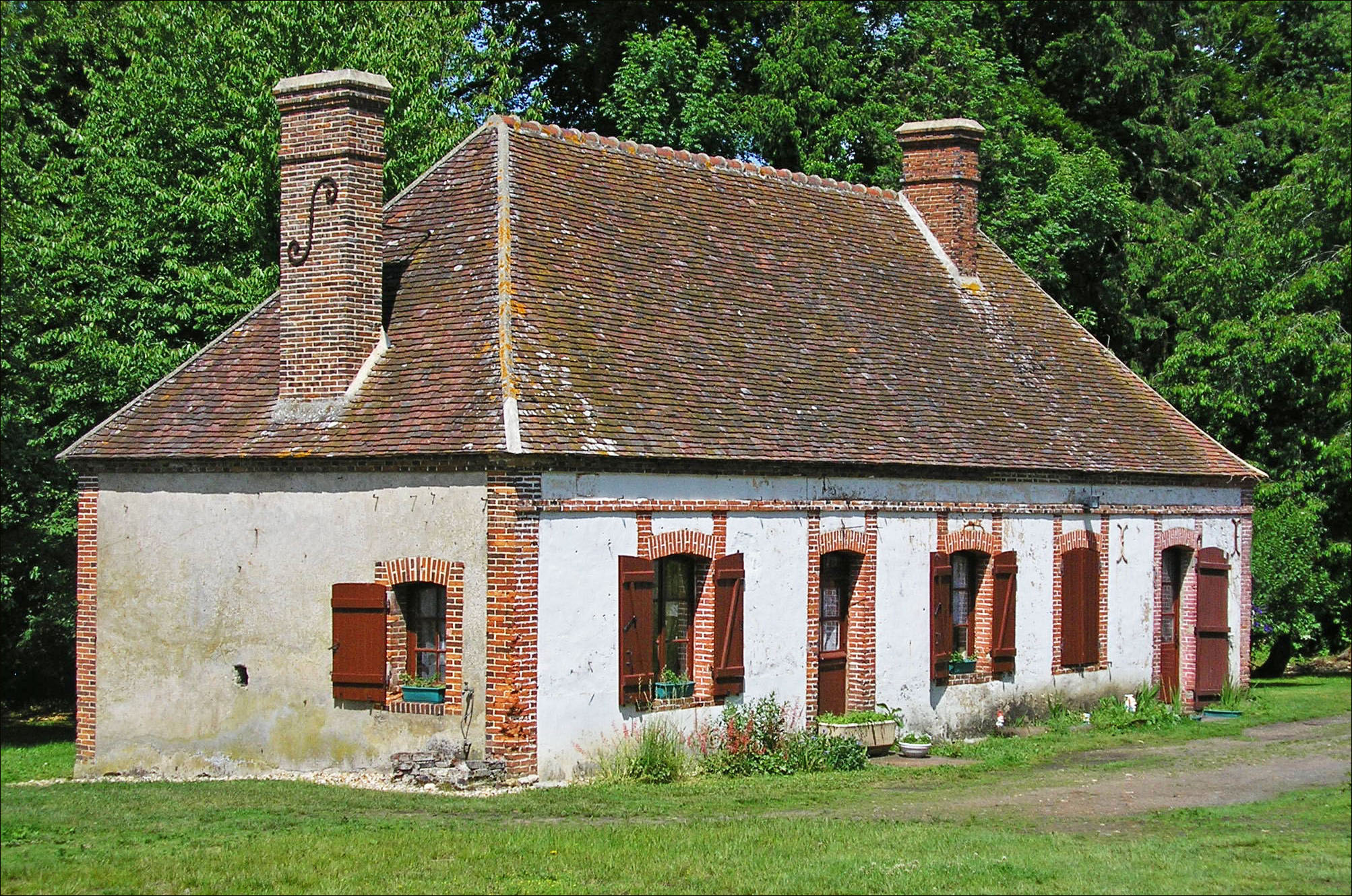
Eine der Schmieden
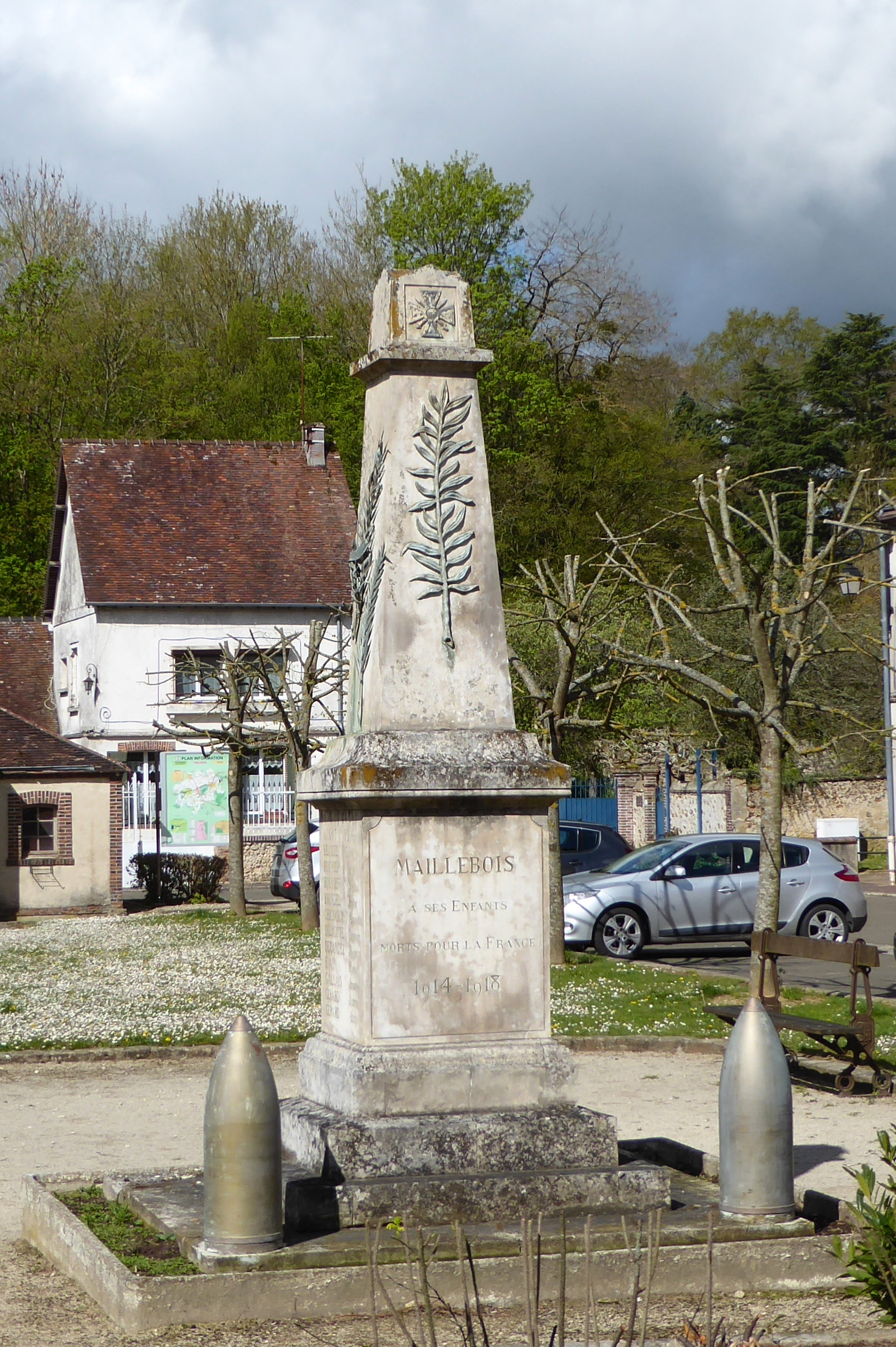
Gefallenendenkmal
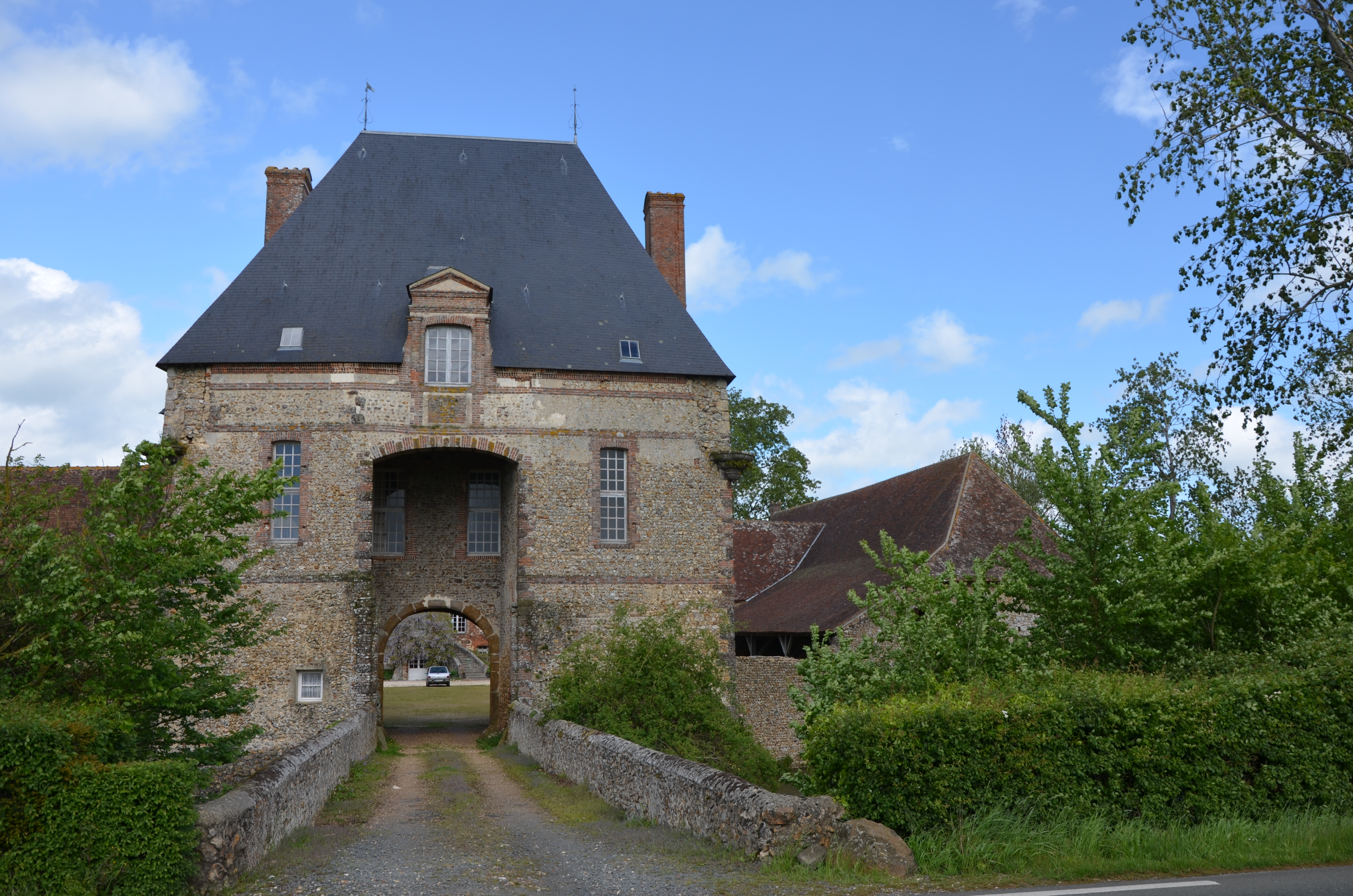
Gutshof Rouvray
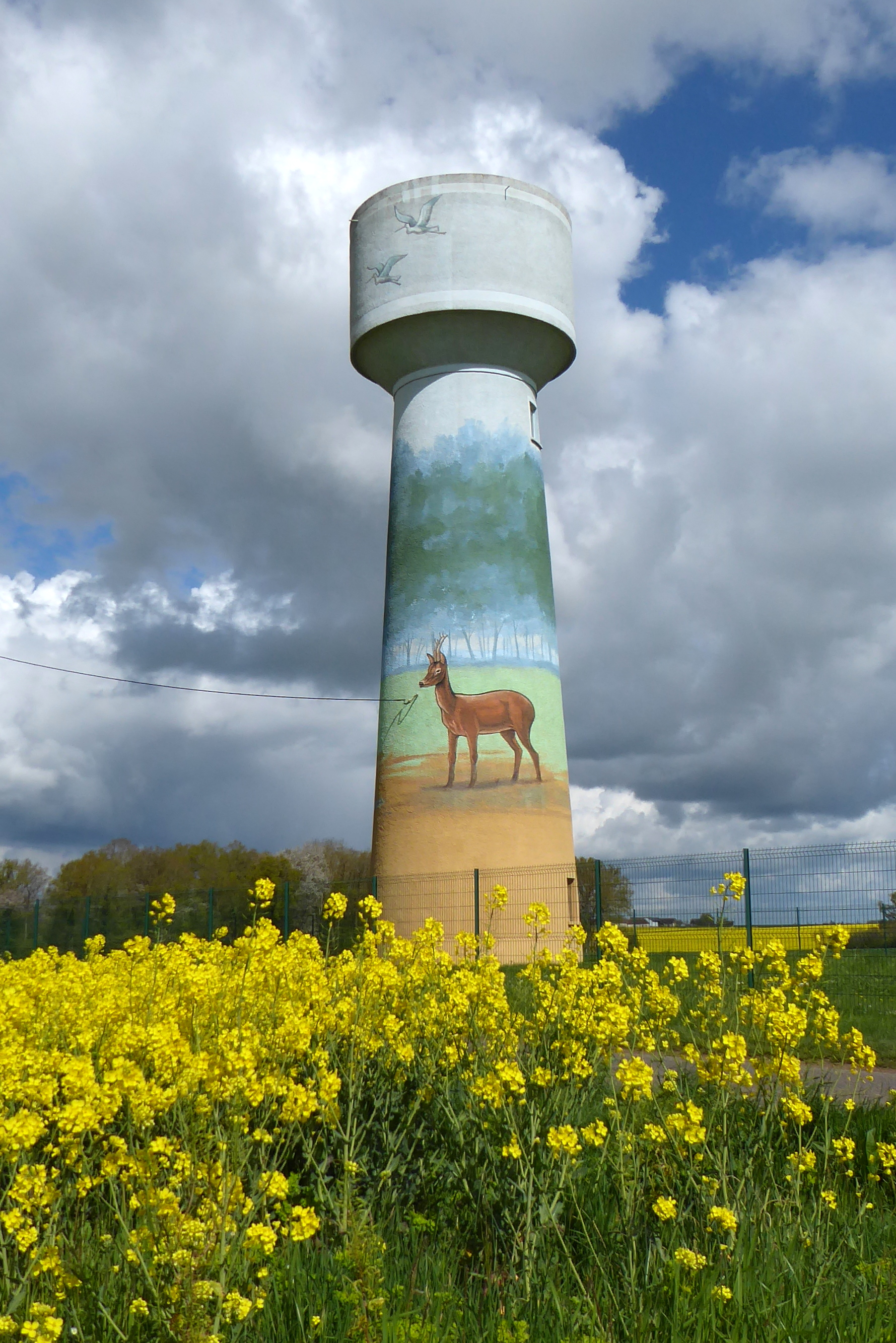
Wasserturm

## Persönlichkeiten
- Jean-Baptiste Desmarets (1682–1762), Marquis de Maillebois und Marschall von Frankreich (1741)
- Hubert Latham (1883–1912), Flugpionier